# София Амалия фон Насау-Саарбрюкен
София Амалия фон Насау-Саарбрюкен (на немски: Sophie von Nassau-Saarbrücken; * 19 септември 1666, Саарбрюкен; † 29 октомври 1736, Лангенбург) е графиня от Насау-Саарбрюкен и чрез женитба графиня на Хоенлое-Лангенбург (1699 – 1715).

## Живот
Тя е дъщеря на граф Густав Адолф фон Насау-Саарбрюкен (1632 – 1677) и съпругата му графиния Елеанора Клара фон Хоенлое-Нойенщайн (1632 – 1709), дъщеря на граф Крафт VII (III) фон Хоенлое-Нойенщайн-Вайкерсхайм (1582 – 1641) и съпругата му пфалцграфиня София фон Цвайбрюкен-Биркенфелд (1593 – 1676).
София Амалия се омъжва на 22 август 1686 г. в Лангенбург за граф Албрехт Волфганг фон Хоенлое-Лангенбург (1659 – 1715), най-възрастният син на граф Хайнрих Фридрих фон Хоенлое-Лангенбург (1625 – 1699) и втората му съпруга графиня Юлиана Доротея фон Кастел-Ремлинген (1640 – 1706). Нейният брат Лудвиг Крафт (1663 – 1713) се жени през 1699 г. за неговата сестра Филипина Хенриета (1679 – 1751).
Албрехт Волфганг умира на 17 април 1715 г. в Лангенбург на 55 години. София Амалия умира на 29 октомври 1736 г. на 70 години в Лангенбург и е погребана там.

## Деца
София Амалия и граф Албрехт Волфганг фон Хоенлое-Лангенбург имат 12 деца:
- Елеанора Юлиана (1687 – 1701)
- Фридрих Лудвиг (*/† 1688)
- София Шарлота (1690 – 1691)
- Филип (1692 – 1699)
- Христиана (1693 – 1695)
- Лудвиг (1696 – 1765), първият княз на Хоенлое-Лангенбург, женен на 25 януари 1723 г. за братовчедката си принцеса Елеанора фон Насау-Саарбрюкен (1707 – 1769), дъщеря на граф Лудвиг Крафт фон Насау-Саарбрюкен
- Шарлота (1697 – 1743)
- Христиан (1699 – 1719 в Каталония, Испания)
- Албертина (1701 – 1773), омъжена на 4 март 1727 г. за братовчед си княз Филип Хайнрих фон Хоенлое-Ингелфинген (1702 – 1781), син на граф Кристиан Крафт фон Хоенлое-Ингелфинген
- София Фридерика (1702 – 1734)
- Хенриета (1704 – 1709)
- Фридрих Карл (1706 – 1718)